# Сејлем (округ Сејлин, Арканзас)
Сејлем (енгл. Salem, Saline County) насељено је место без административног статуса у америчкој савезној држави Арканзас.

## Демографија
По попису из 2010. године број становника је 2.607, што је 182 (-6,5%) становника мање него 2000. године.
| Група             | 2000.         | 2010.         |
| Белци             | 2.714 (97,3%) | 2.525 (96,9%) |
| Афроамериканци    | 9 (0,3%)      | 17 (0,7%)     |
| Азијати           | 5 (0,2%)      | 5 (0,2%)      |
| Хиспаноамериканци | 30 (1,1%)     | 45 (1,7%)     |
| Укупно            | 2.789         | 2.607         |